# برینجی وارلی
برینجی وارلی (به انگلیسی: Birinci Varlı) یک روستا و دهکده در شهرستان سالیان در جمهوری آذربایجان است. جمعیت این روستا ۱۰۶۹ نفر است.